# 미국 중부 육군
 미국 중부 육군(United States Army Central (ARCENT)), 옛 미국 제3군(United States 3rd Army)은 미국 육군의 군사 편성대 중 하나로 제1차 세계 대전과 제2차 세계 대전, 걸프 전쟁 그리고 이라크 전쟁에서 복무했다. 조지 S. 패튼 휘하에서 제2차 세계 대전을 치른 것으로 유명해졌다. 제3군은 이제 ARCENT라는 약칭을 쓴다. 본부는 사우스캐롤라이나주의 쇼 공군기지에 있으며 쿠웨이트의 캠프 아리프잔에 있는 병사들이 최전선 요원들이다. 미국 중부 사령부의 육군 병사들과 군단 이상 제대를 실시하고 있으며 현재는 아프리카, 아시아, 페르시아 만 지역의 국가 20개와 서남아시아 지역을 책임 지역으로 맡고 있다. 현 사령관은 미카일 가렛이다.

## 제1차 세계 대전
미국 제3군은 1918년 11월 7일에 편제로써 활동했다. 미국 해외원정군의 최고 사령부가 제3군을 조직하고 그들을 본부 참모진으로 선언하는 일반 선언 198호를 발동했다. 11월 15일, 소장 조제프 딕먼이 사령관 직을 맡아 제3군에 일반 수칙 1호를 발표했다.
제3군은 미국 제3군단, 제4군단, 제7군단으로 구성되어 있었으며 7개의 사단이 전체 병력이었다.

### 첫 임무
1918년 11월 15일 소장 딕먼은 점령 임무를 위해 빠르게 진격하여 어떻게든 중부 독일로 진입하라는 임무를 받았다. 그는 미국 원정군의 사령관인 존 조지프 퍼싱 장군으로부터 독일군을 무장 해제하고 해체시켜야 했다. 점령 임무를 위한 독일으로의 진군은 1918년 11월 17일부터 시작되었다. 12월 15일 마옌에 있는 제3군의 본부가 코블렌츠로 이동했다. 이틀 후인 1918년 12월 17일, 부교와 3개의 철교로 구성된 코블렌츠 교두보가 설립되었다. 제3군의 병력은 어떠한 무장 충돌도 겪지 않았다. 또한 점령 지역에서 음식과 석탄 보급품도 넉넉했다. 최전선 사단에 의한 라인강 도하는 좋은 시간과 혼란 없이 효율적으로 이루어졌다. 제3군의 병력은 교두보가 완료된 12월 19일에 약 9,638명의 참모진과 221,070의 병사들로 구성되어 있었다. 라인 강을 건너서 그들이 배정받은 지역에 도달한 부대는 방어를 위해 선별된 위치를 점령하기 위한 준비를 끝냈다.

### 제3군의 진군

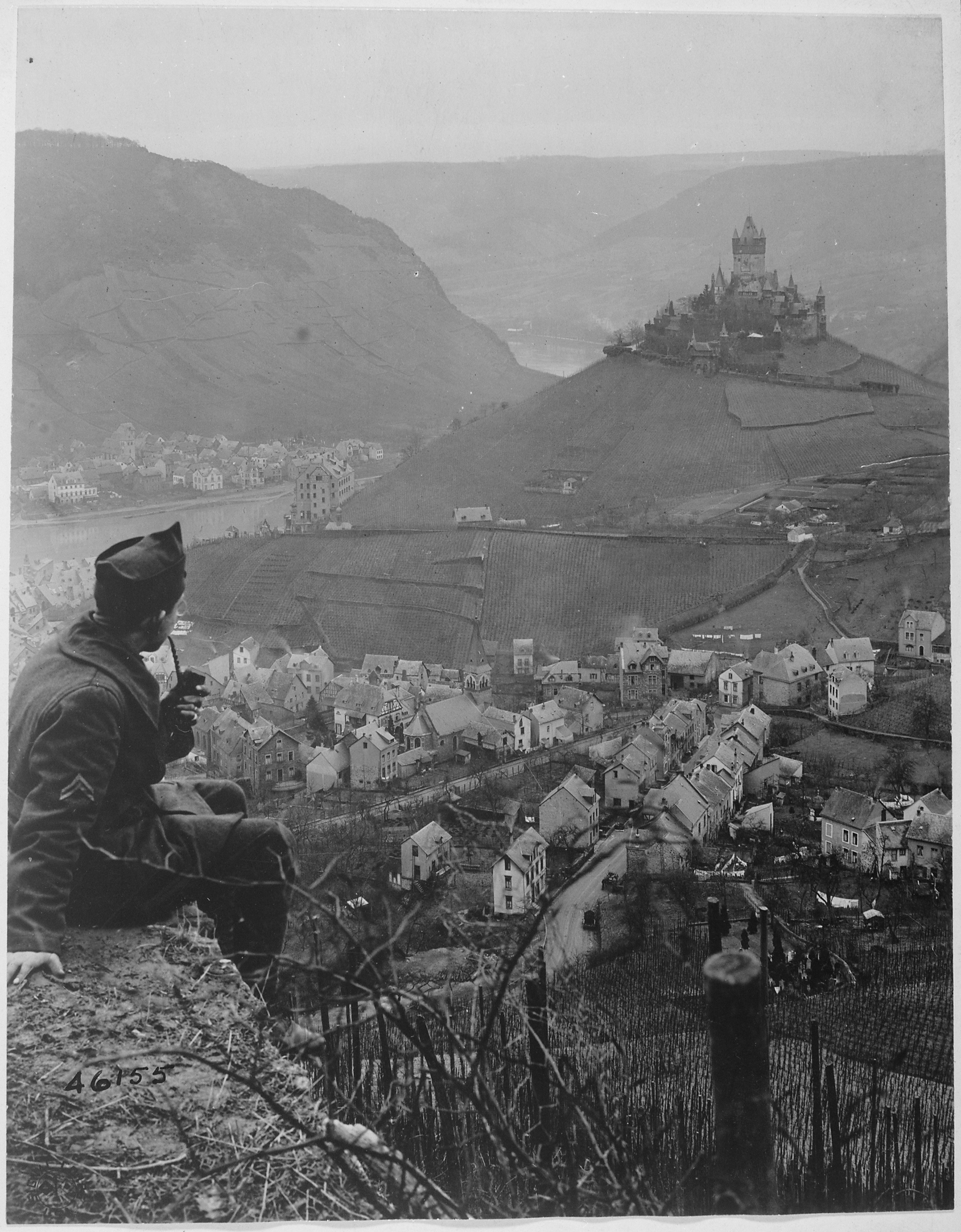
1919년 1월 9일에 독일 내에 있는 오래된 성

12월 12일, 야전 명령 11호가 발동되었고, 제3군은 코블렌트 교두보 북쪽 지역을 점령하라는 명령을 받았다. 12월 13일 7시, 병력은 라인강을 도하하였다. 북쪽의 좌측 경계는 변하지 않았으며 남쪽의 경계는 앞서 언급한대로였다. 진군 전, 제1사단이 제3군의 지휘를 받기 위해 이동했다. 제1, 2, 32사단과 함께 제3군단은 코블렌츠 교두보의 미군 구역을 점령했고, 12월 13일 예정된 시간에 군대의 진격은 시작되었다. 앤저스 (Neuwied)와 레마겐 철교, 코블렌트의 부교 및 철교를 통해 부대는 이동할 수 있었다. 진군은 미국 카키가 라인 강을 도하함으로써 시작되었고, 같은 날 미국 제42보병사단은 제3군단을 지원하는 제4군단의 지휘를 받으며 프로이센의 마옌, 아데뉴, 코쳄 등을 점령했다. 군 제한으로 제7군단은 독일의 현인 트리어를 점령했다. 12월 15일 마옌의 제3군 사령부는 코블렌츠로 이동했다. 폴츠의 제3군단 사령부는 뉴비드로 이동했고 제4군의 본부는 코쳄에 남아있었으며 제7군단은 그레벤마허에 있었다.

## 편성

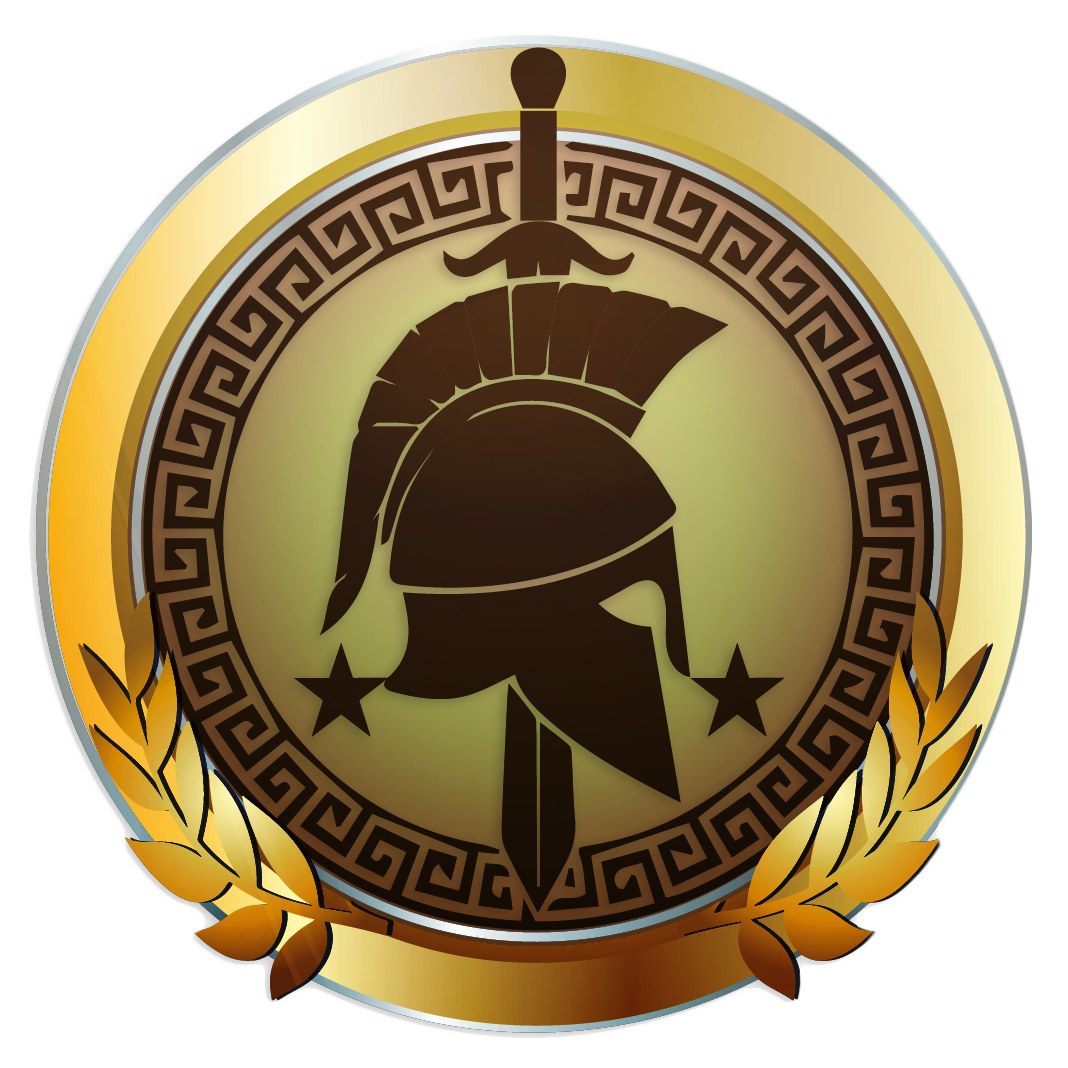
TF 스파르탄의 앰블럼

- 쿠웨이트 지역지원단(Area Support Group - Kuwait)
- 콰타르 지역지원단(Area Support Group - Qatar)
- 제1전구지원사령부(1st Theater Sustainment Command)
- 제335통신사령부(335th Signal Command (Theater))
- TF 스파르탄

## 참고 자료
- Fuller, Robert P. (2004). 《Last shots for Patton's Third Army》. Portland, MA: NETR Press. ISBN 097405190X.
- Hastings, Max (2004). 《Armageddon: The Battle for Germany, 1944-1945》. New York: Vintage. ISBN 0-375-71422-7.